# Col du Pilon
Ne doit pas être confondu avec Col du Pillon ou Col du Pilon (Rhône).
Le col du Pilon est un col des Alpes françaises situé à Saint-Vallier-de-Thiey, dans les Alpes-Maritimes. Il permet à la Route Napoléon de rejoindre Grasse à Saint-Vallier-de-Thiey.

## Activités

### Cyclisme
Le Tour de France a emprunté plusieurs fois le col, notamment lors de :
- la 10e étape du Tour de France 1935, pour une étape entre Digne-les-Bains et Nice ;
- la 3e étape du Tour de France 2020, classé en 3e catégorie, pour une étape entre Nice et Sisteron. Le Français Anthony Perez passe en tête.